# Bloomfield (Nebraska)
Bloomfield es una ciudad ubicada en el condado de Knox en el estado estadounidense de Nebraska. En el Censo de 2010 tenía una población de 1028 habitantes y una densidad poblacional de 486,41 personas por km².

## Geografía
Bloomfield se encuentra ubicada en las coordenadas 42°35′54″N 97°38′53″O / 42.59833, -97.64806. Según la Oficina del Censo de los Estados Unidos, Bloomfield tiene una superficie total de 2.11 km², de la cual 2.11 km² corresponden a tierra firme y (0%) 0 km² es agua.

## Demografía
Según el censo de 2010, había 1028 personas residiendo en Bloomfield. La densidad de población era de 486,41 hab./km². De los 1028 habitantes, Bloomfield estaba compuesto por el 95.91% blancos, el 0% eran afroamericanos, el 2.04% eran amerindios, el 0.1% eran asiáticos, el 0% eran isleños del Pacífico, el 0.19% eran de otras razas y el 1.75% pertenecían a dos o más razas. Del total de la población el 2.04% eran hispanos o latinos de cualquier raza.